# オリガ・ニコラエヴナ (ニコライ2世皇女)
オリガ・ニコラエヴナ・ロマノヴァ（ロシア語: Ольга Николаевна Романова、英語: Olga Nikolaevna Romanova, Grand Duchess Of Russia, 1895年11月15日 [ロシア暦 11月3日]- 1918年7月17日）は、ロシア皇帝ニコライ2世とアレクサンドラ皇后の第1子で、第一皇女。ロシア大公女。1917年の二月革命で成立した臨時政府によって家族と共に監禁された。十月革命で権力を掌握したウラジーミル・レーニン率いるボリシェヴィキの命を受けたチェーカー（秘密警察）によって翌1918年7月17日に超法規的殺害（裁判手続きを踏まない殺人）が実行され、エカテリンブルクのイパチェフ館において家族・従者と共に銃殺された。正教会で聖人（新致命者）。

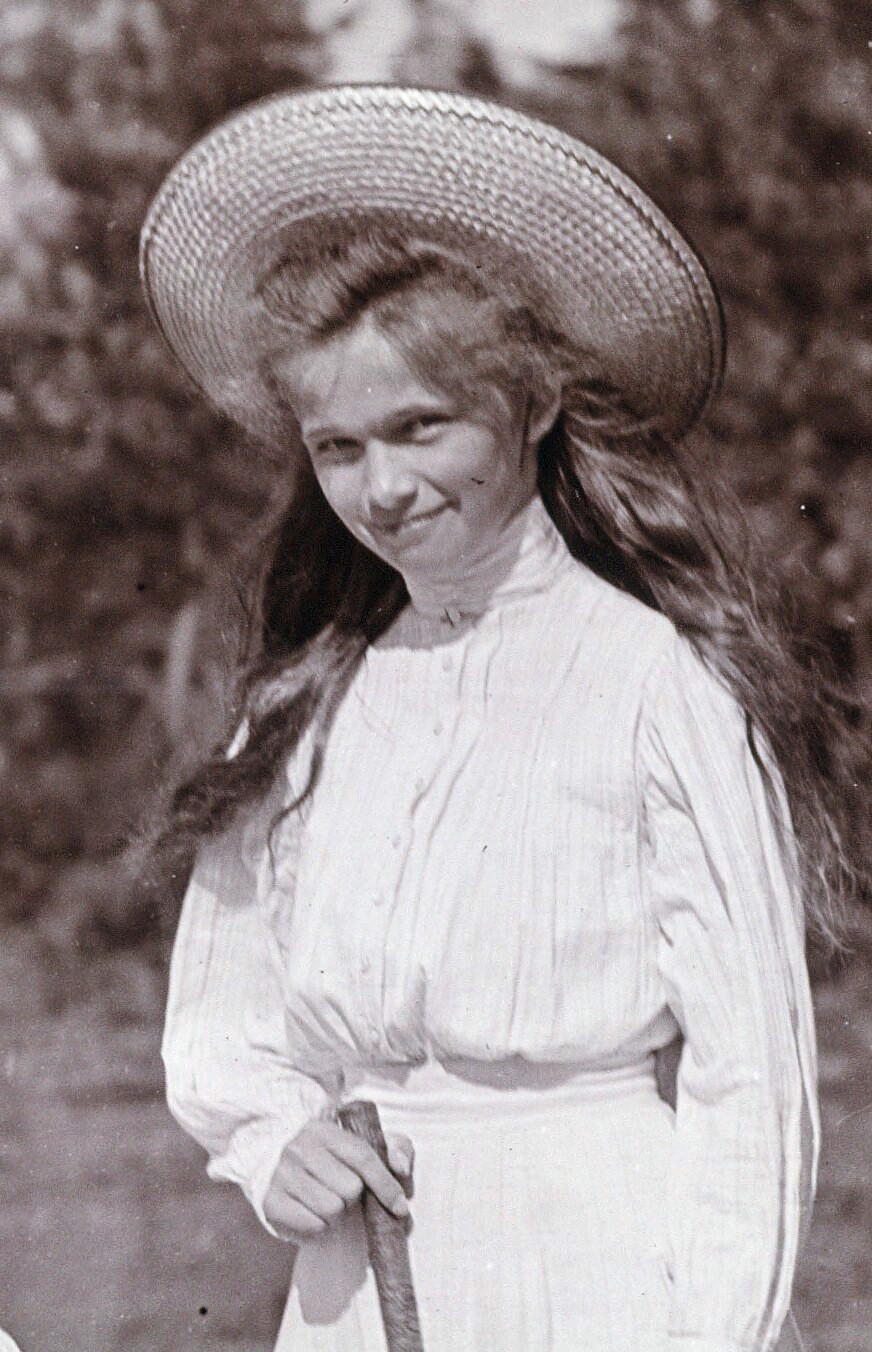
1906年

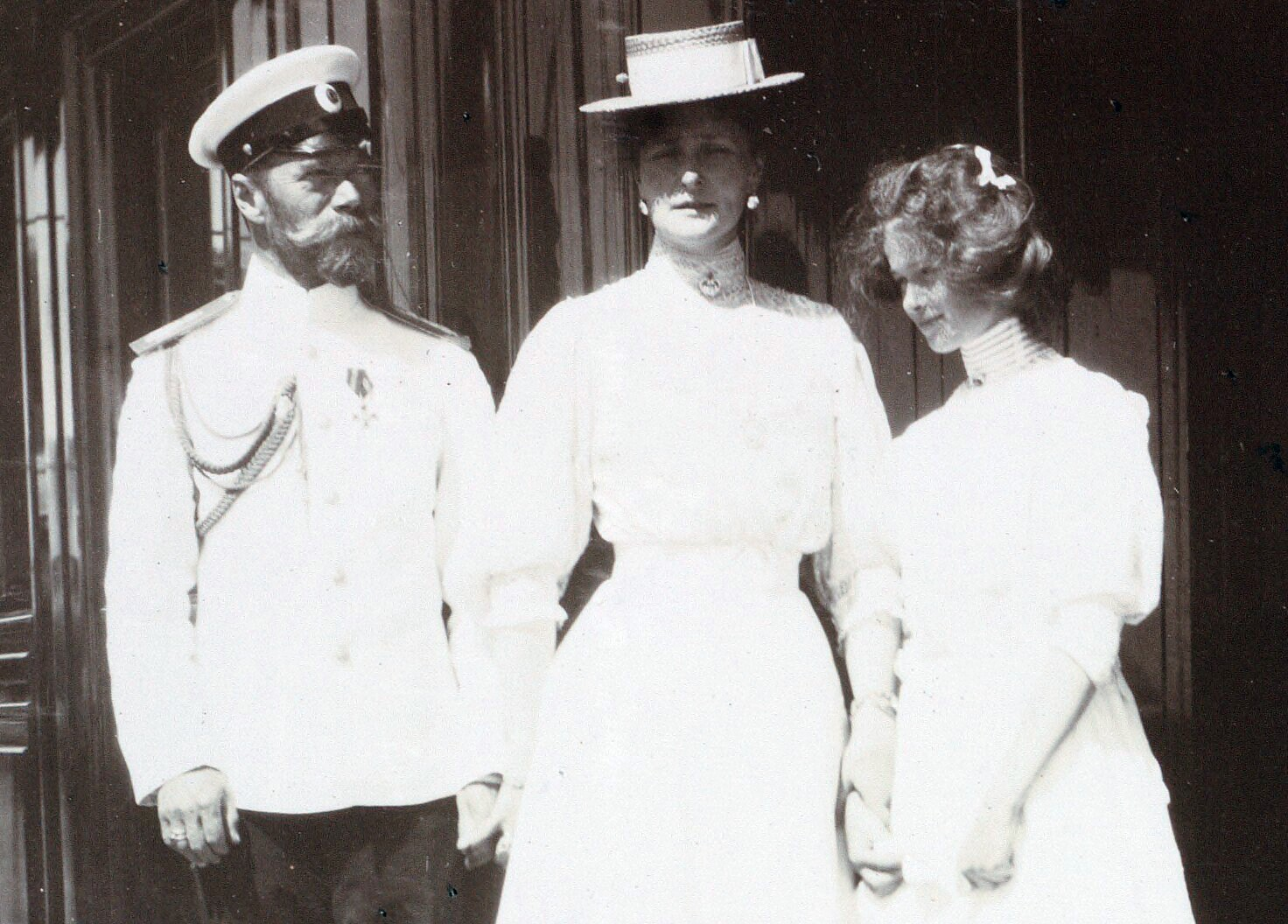
1909年頃に皇室ヨット『スタンダルト』号にて。オリガとニコライ2世、アレクサンドラ皇后

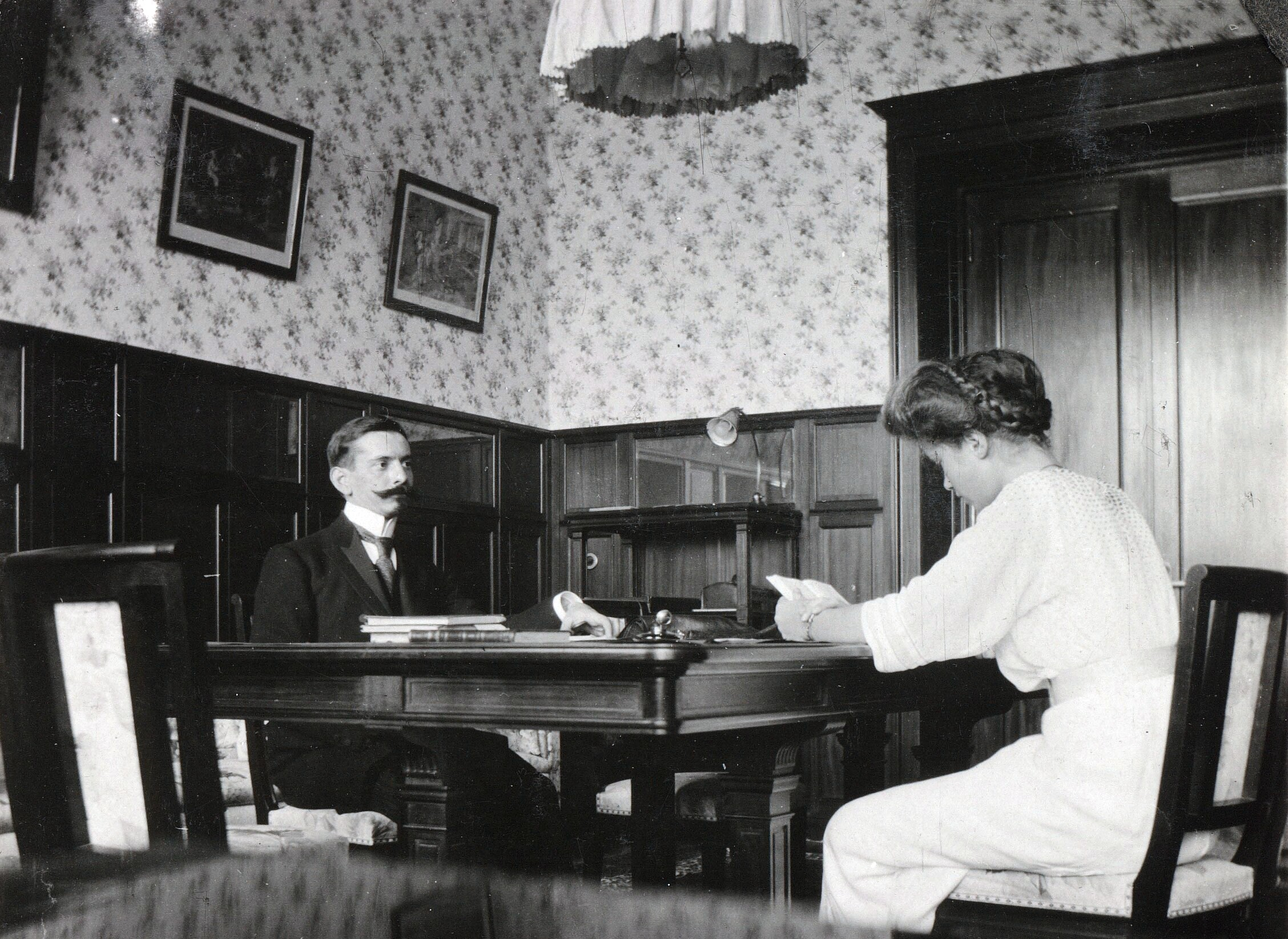
フランス語家庭教師ピエール・ジリヤールの授業を受けるオリガ（1909年）

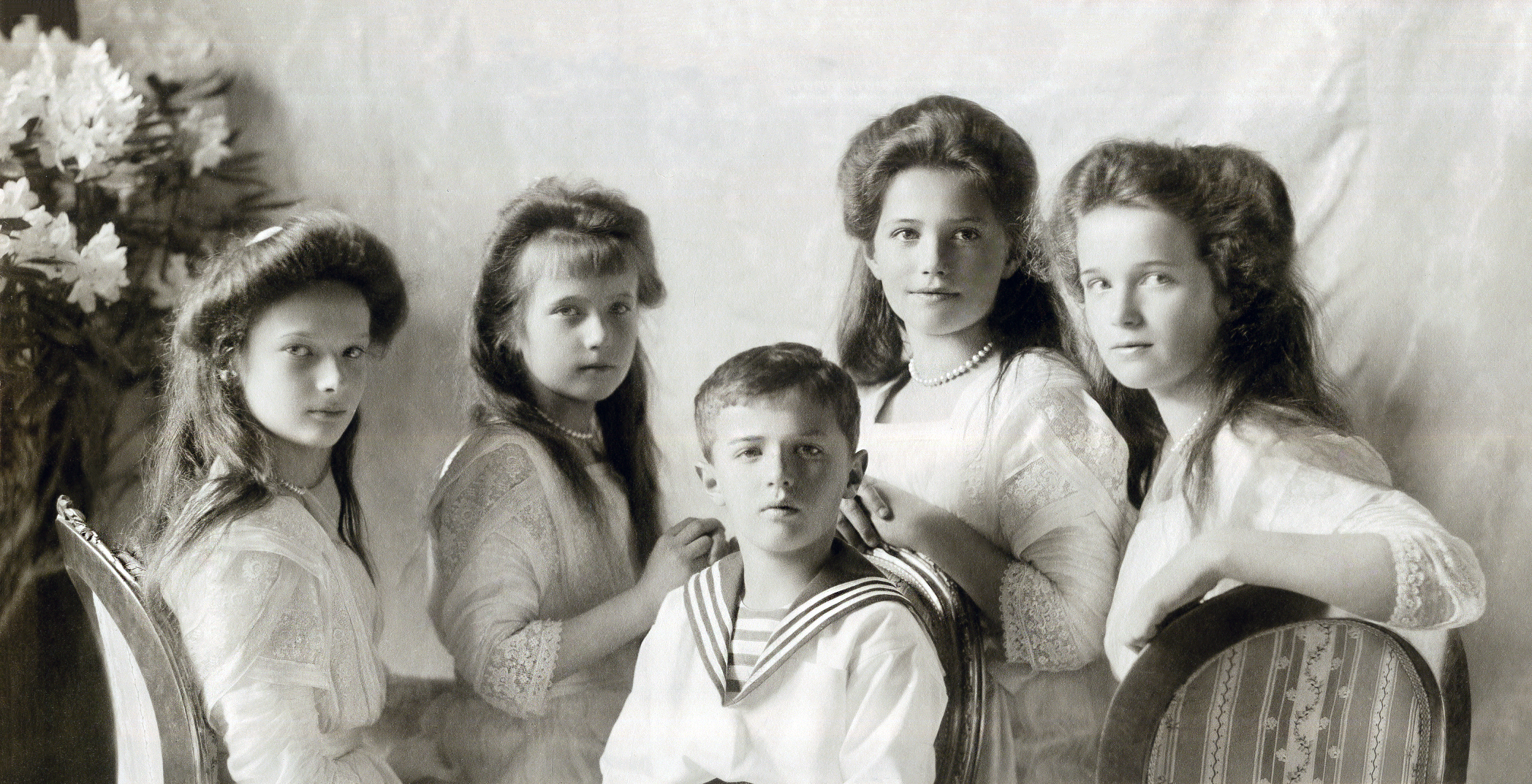
1910年。左よりタチアナ、アナスタシア、アレクセイ、マリア、オリガ

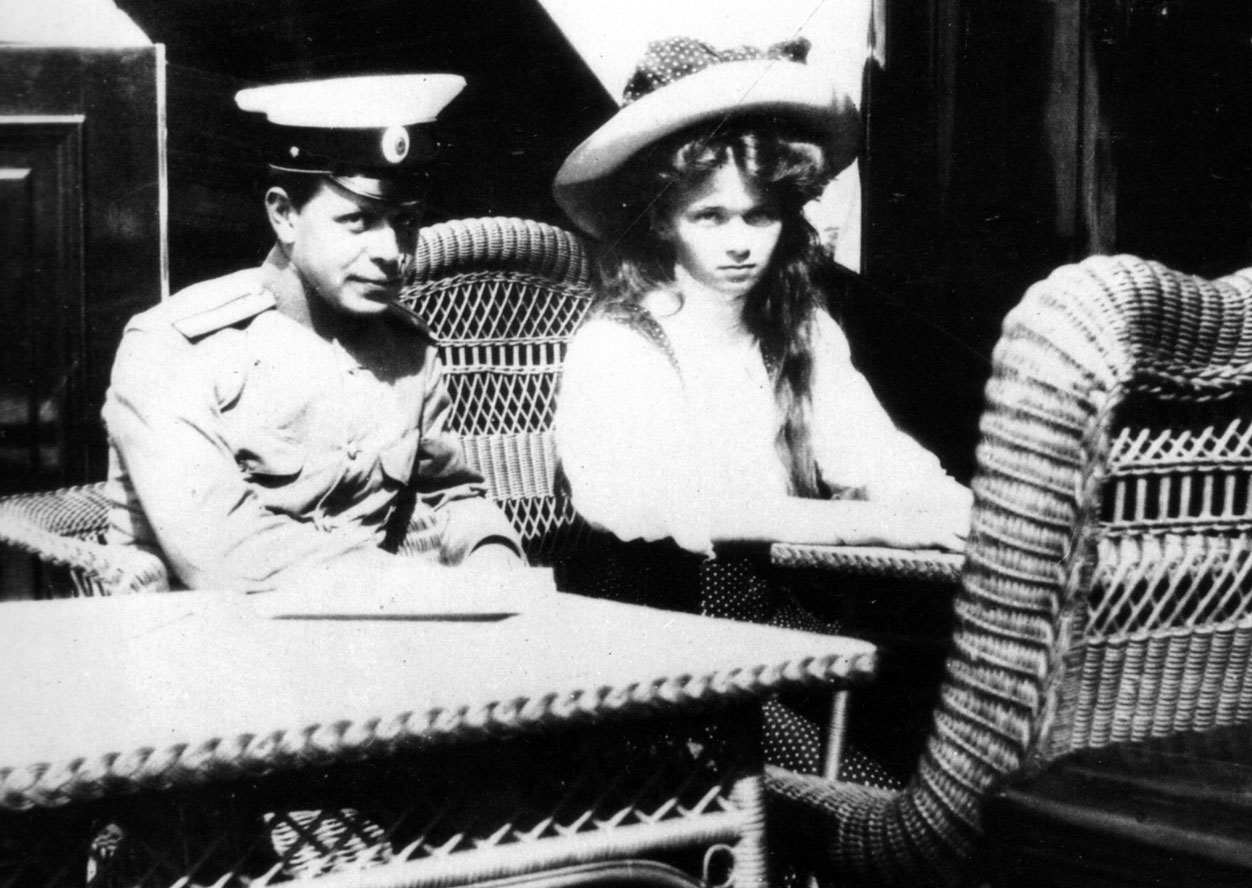
1910年頃。結婚が噂されていたドミトリー大公と

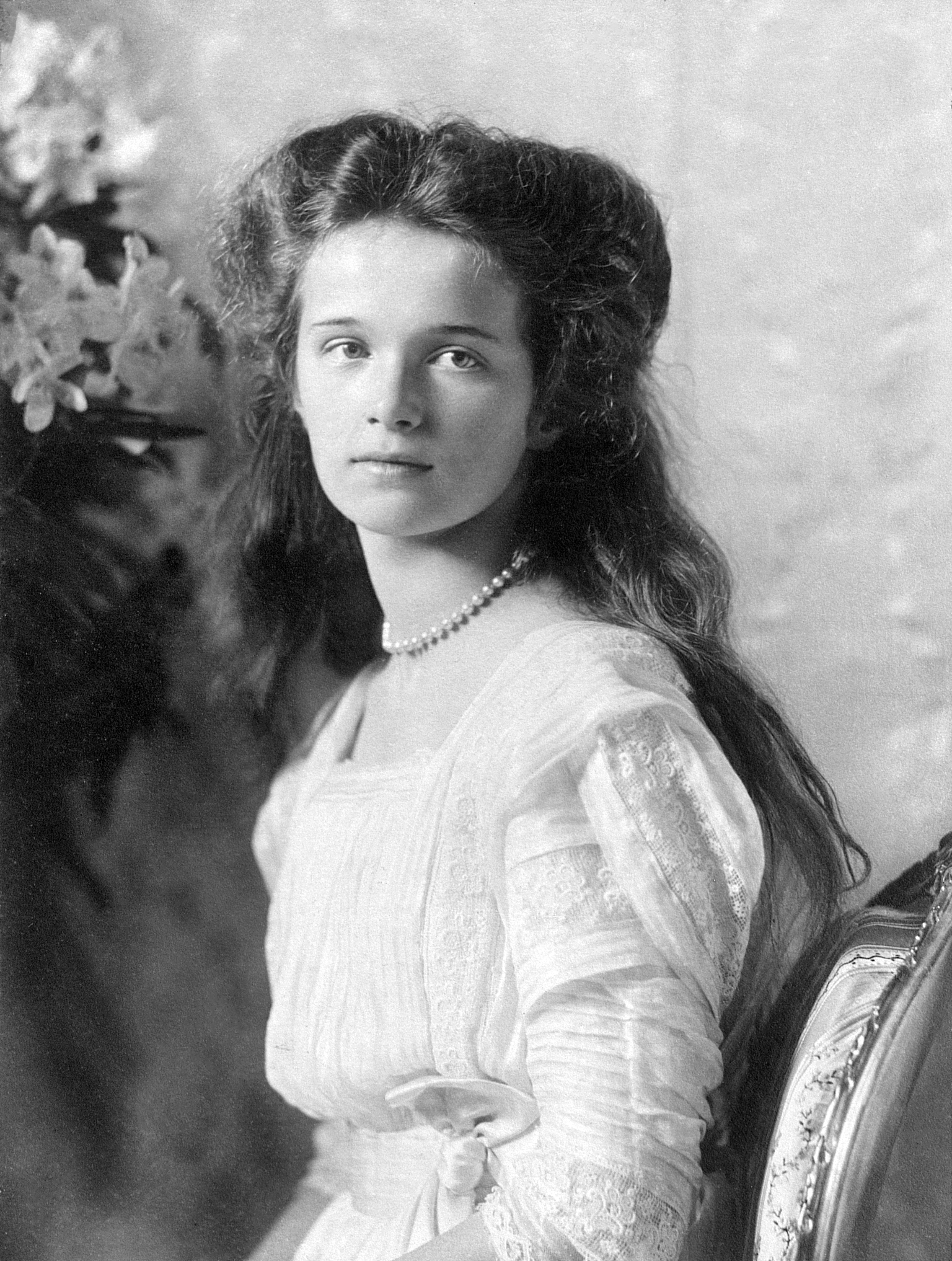
1910年

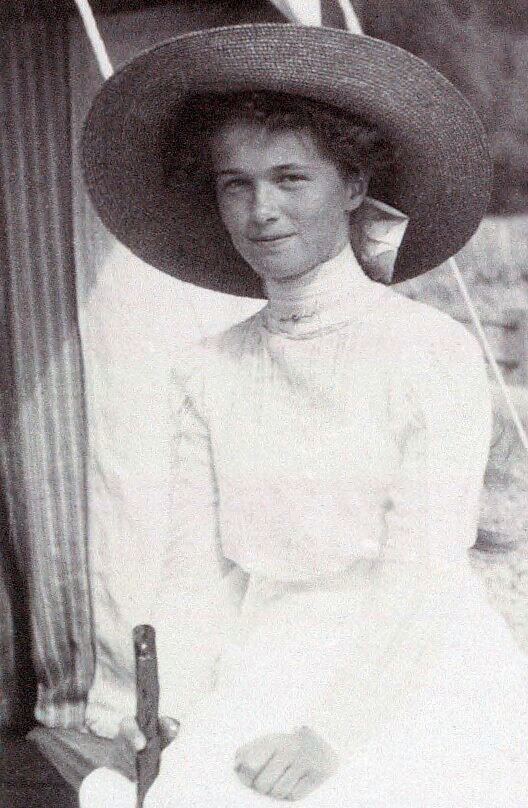
1910年頃

## 幼少期

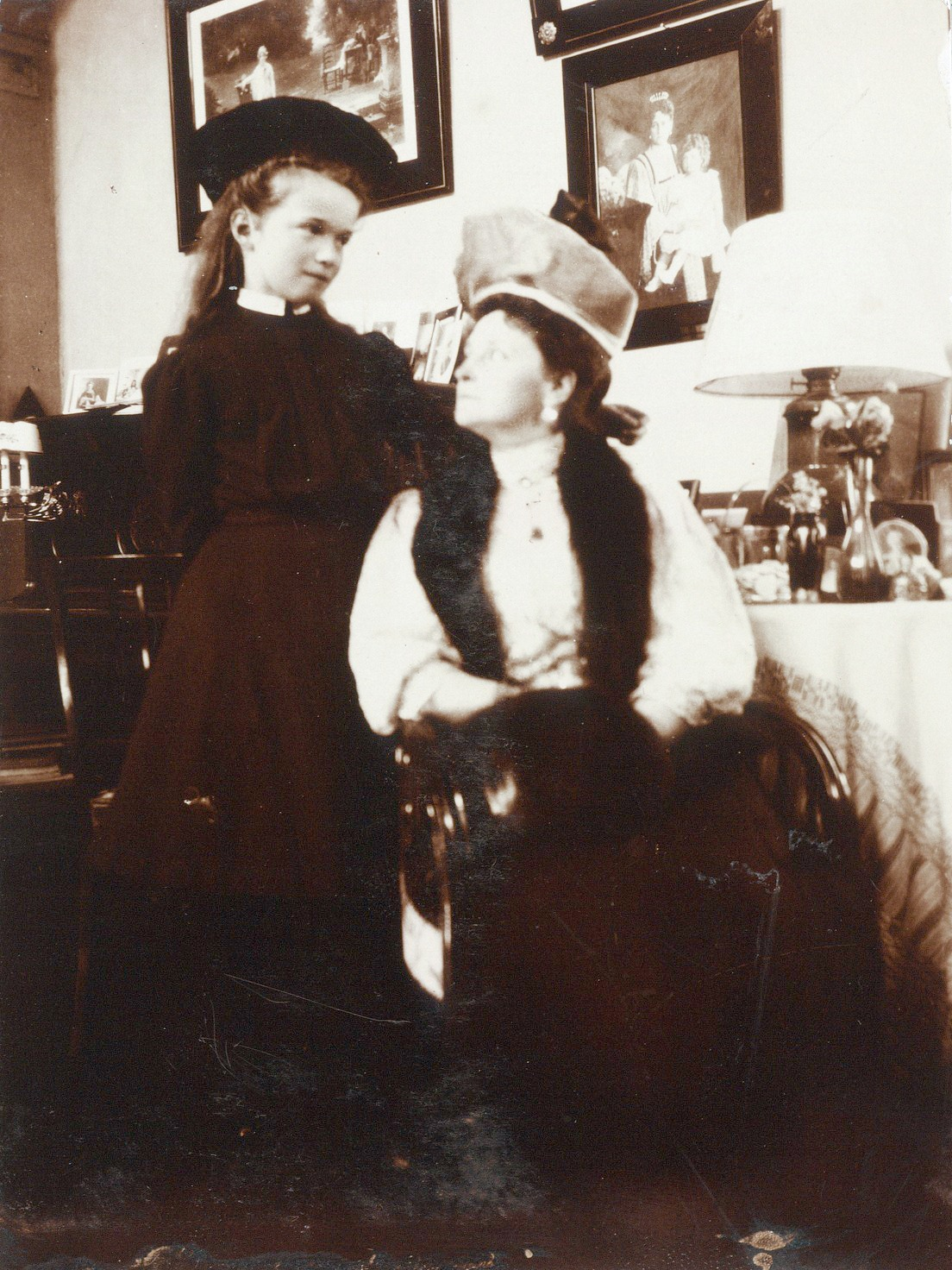
母アレクサンドラと

ロシア皇帝ニコライ2世とアレクサンドラ皇后の長女として、1895年11月15日（ユリウス暦で11月3日）午前9時にツァールスコエ・セローで誕生した。難産ではあったが、体重は10ポンド（4.53kg）、体長は55cmで生まれ、頭部には髪が生えていたため、新生児には見えなかったと言う。11月26日（ユリウス暦で11月14日）に教会で洗礼式が行われた。

オリガの誕生に際して、叔母クセニアはオリガの誕生について日記に次のように述べている。
| 「 | ニッキーとアリックスに女の子が生まれた！とても嬉しいけど、男の子じゃないのは本当に残念！赤ちゃんは大きくて、10ポンドもあるので、鉗子で取り出さなければならなかった！ | 」 |

伯母エリザヴェータはヴィクトリア女王との手紙の中で次のように書いた。
| 「 | アリックスは元気そうで、赤ちゃんに授乳していることは彼女にとって最高の幸せです。赤ちゃんを授かった喜びのあまり、オリガが女の子だったことを後悔したことは一度もありません。 | 」 |

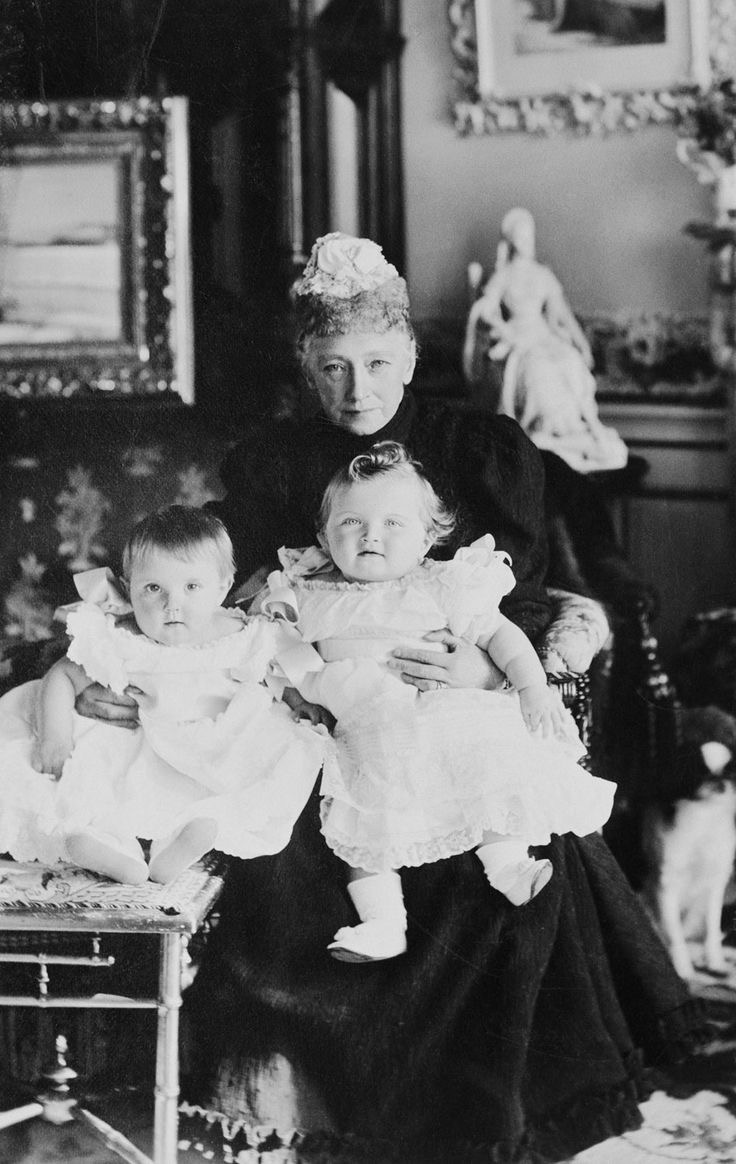
1896年、デンマーク王妃ルイーゼとマルグレーテ王女、オリガ大公女。

1899年の秋、ダルムシュタットを訪れたとき、オリガと従姉エリーザベト、タチアナは、マーガレット・イーガーに連れられて地元のおもちゃ屋に行った。3人は自分用と贈り物用におもちゃを選んでよいと説明されたが、オリガは一番小さなおもちゃを選び、他のおもちゃを買うことを拒否した。ミス・イーガーがこのことについて尋ねると、オリガは「でも、その美しいおもちゃはきっと他の女の子のものです。家に帰って、私たちが出かけている間におもちゃを持っていったのを知ったら、どんなに悲しむか考えてみてください。」と答えた。
宮殿で飛び交う意見やレトリックを耳にすることに関して、オリガは感受性が強かった。翌年、日露戦争が始まると、オリガは「ロシア兵が日本人を全員殺してくれることを願う。一人たりとも生かさないで。」と言い、マーガレット・イーガーを驚かせた。ミス・イーガーが諌めると、オリガは「日本には天皇がいるの？」などと質問した。その後、オリガは考え込んだ後、ゆっくりとこう答えた。「日本人が私たちと同じ人間だとは知りませんでした。猿のような人間だと思っていました。」そして、ミス・イーガーはこう付け加えた。「彼女は、日本人の死を聞いて喜んだとは二度と言わなかった。」
金髪の波状毛に明るい青の瞳、いかにも賢そうな広く突き出た額をしていた。妹のタチアナやマリアほど美しくはないと一般的に見なされていたが、母親の友人であったリリ・デーンは「平均よりやや背が高く、健康的な顔色、濃い青色の目、明るい栗色の髪の毛、可愛らしい手と足の持ち主だった」と表現し、15歳の頃のオリガは明らかに美しかったと書いた。

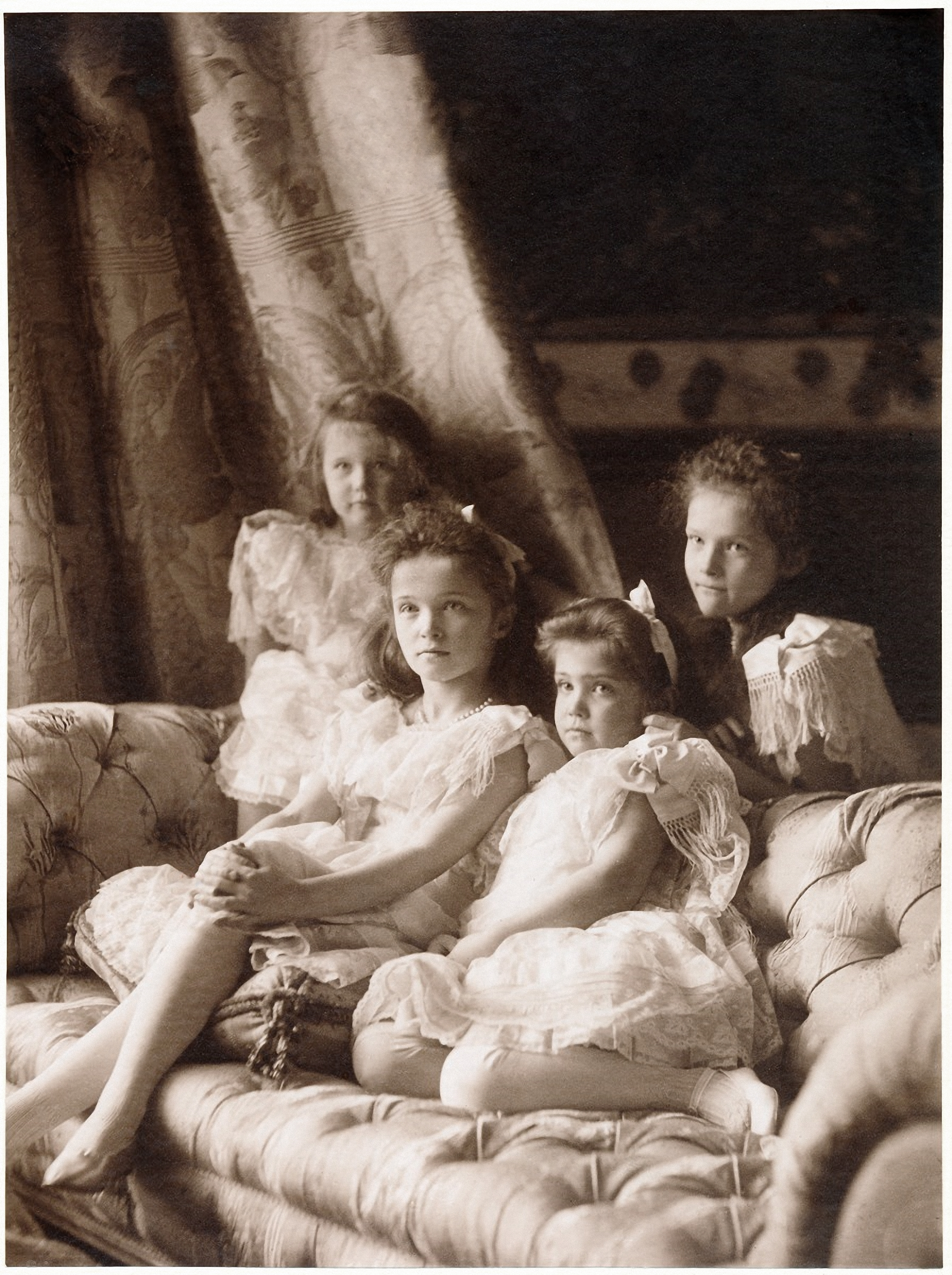
左から：アナスタシア、オリガ、マリア、タチアナ（1906年）

あらゆる面で才能を発揮する教養の深い皇女だったと言われる。アナスタシアも含め、4姉妹はOTMAというサインを結束の象徴として使用していた。姉妹は非常に仲が良く、オリガとタチアナは一つの寝室を共有し、マリアとアナスタシアは隣の寝室を共有した。姉妹はロシア人であったが、母親とは英語、父親とアレクセイとはロシア語、姉妹の間では英語とロシア語の両方を話した。
アレクサンドラが子供たちの服をすべて選んでいたため、オリガは着るものを選ぶことはほとんどできず、ファッションには無関心だった。16歳の時に、自分のワードローブを作ることを許され、タチアナとコーディネートした。また、オリガはヴァスカという名の猫を飼っていた。

ミハイル・ディテリヒスは回想録の中で次のように述べている。
| 「 | オリガ・ニコラエヴナは、典型的なロシアの善良な女の子でした。彼女はその優しさと誰に対しても魅力的で優しい態度で周囲の人々に感銘を与えました。彼女は誰に対しても平等に、穏やかに、そして驚くほどシンプルかつ自然に行動しました。彼女は家事は好きではありませんでしたが、孤独と本が大好きでした。彼女は発達していて、とてもよく読みました。彼女には芸術の才能があり、ピアノを弾き、歌い、ペトログラードで歌を学び、絵も上手でした。彼女はとても控えめで、贅沢を好みませんでした。 | 」 |

また、母の侍女アンナ・ヴィルボヴァによれば、オリガは絶対音感を持っており、耳で聞いたどんなメロディーも演奏でき、複雑な楽曲をアレンジすることもできたという。
父親似と言われ、また彼女も父を深く慕っていた。頑固で意志が強く情け深い性格であったが、一方で粗野で率直過ぎる面もあった。そのためか、母のアレクサンドラ皇后とは反りが合わなかったと言われる。文学少女であり姉妹の中では最も賢く、複雑なロシア語の文法も説明出来た。乗馬を嗜み、騎馬隊長を務めた事もあった。

## 成人期
アレクサンドラは、オリガが家族の模範となることを期待し、どのような時でもオリガに手紙を送り続けた。手紙の内容は謝罪が多かったが、以下のように、オリガに良い振る舞いを心がけるよう念押しした手紙を送ることもあった。
| 「 | すべての人に親切にし、優しく愛情深くありなさい。そうすれば、みんながあなたを愛するでしょう。 | 」 |

| 「 | お行儀よくして、肘をテーブルから離し、まっすぐ座って肉をきれいに食べることを忘れないように。 | 」 |

10代になるとアレクサンドラはオリガに教訓的な手紙を書き続け、1909年の初め、13歳のオリガに次のように勧めた。
| 「 | 従順な良い女の子がどうあるべきか、模範となるよう努めなさい。あなたは長女であり、他の子に振る舞い方を示さなければなりません。他人を幸せにすることを学び、自分のことは最後に考えなさい。優しく親切にし、決して乱暴で失礼なことはしないでください。話し方だけでなく態度も本物の淑女でいてください。忍耐強く礼儀正しく、あらゆる方法で妹たちを助けてください。誰かが悲しんでいるのを見たら、その人を元気づけて、明るい笑顔を見せてください。 | 」 |

1909年7月11日 、オリガはロシア帝国陸軍オリガ・ニコラエヴナ大公女殿下の第3エリザヴェトグラード軽騎兵連隊の名誉連隊長に任命された。

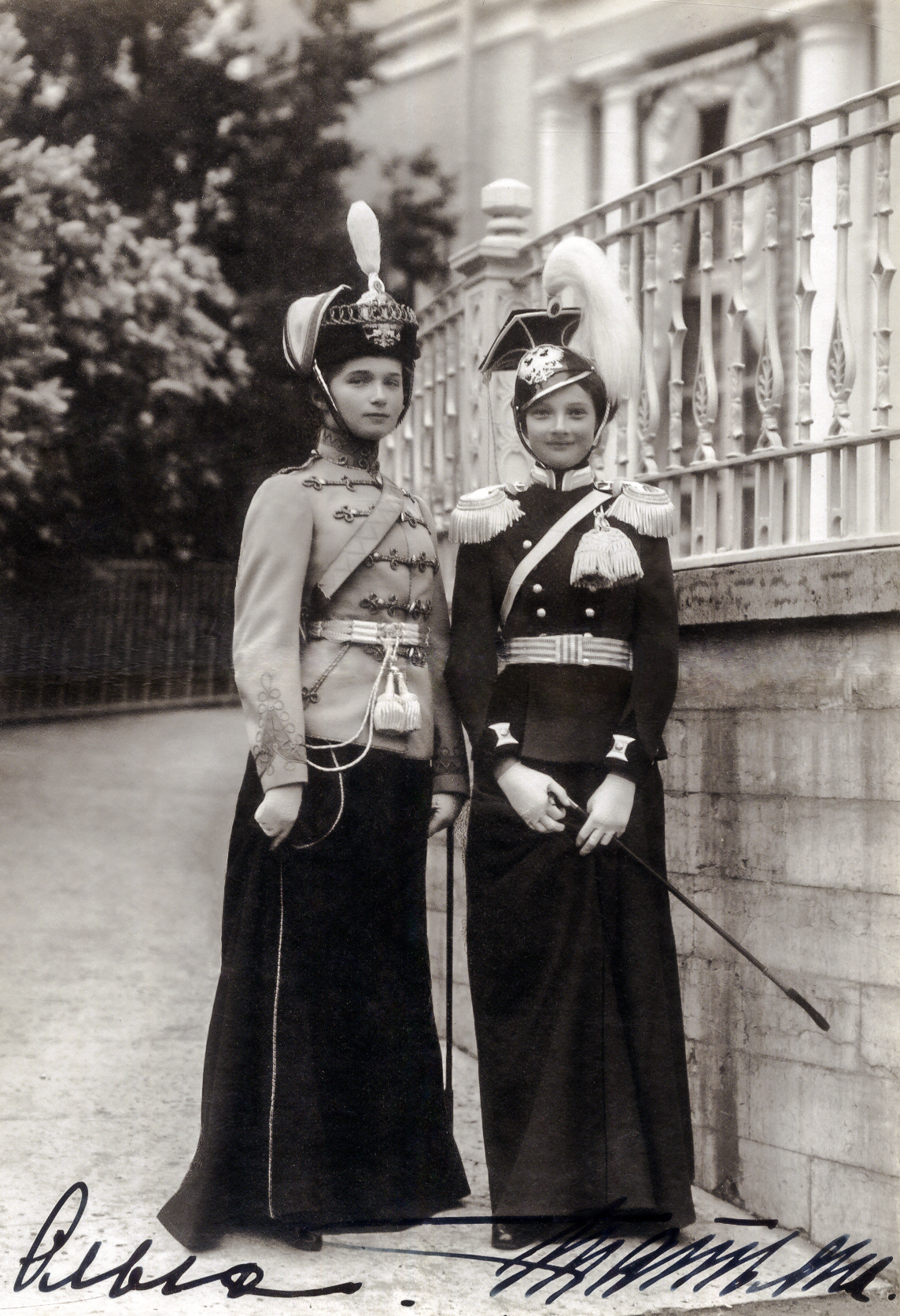
1910年。名誉連隊長の制服を着用したオリガとタチアナ。

1911年、オリガの16歳の誕生日を祝うパーティーがリヴァディアで催された。アグネス・デ・ストークル男爵夫人は16歳になったオリガについて次のように書いた。
| 「 | まず、私たちは大きなダイニング ルームに集まりました。部屋の端のドアが開き、すぐに集まった人々は静まり返りました。皇帝がオリガ大公女を率いて現れました。彼女は初めての長いガウンを着て、初めて髪をアップにしていて、とてもきれいでした。 | 」 |

オリガは成長するにつれ、父親と政府に対する脅威を意識するようになった。また、自分と家族が置かれている危険な立場を理解していたという。

## ロマンスと恋愛

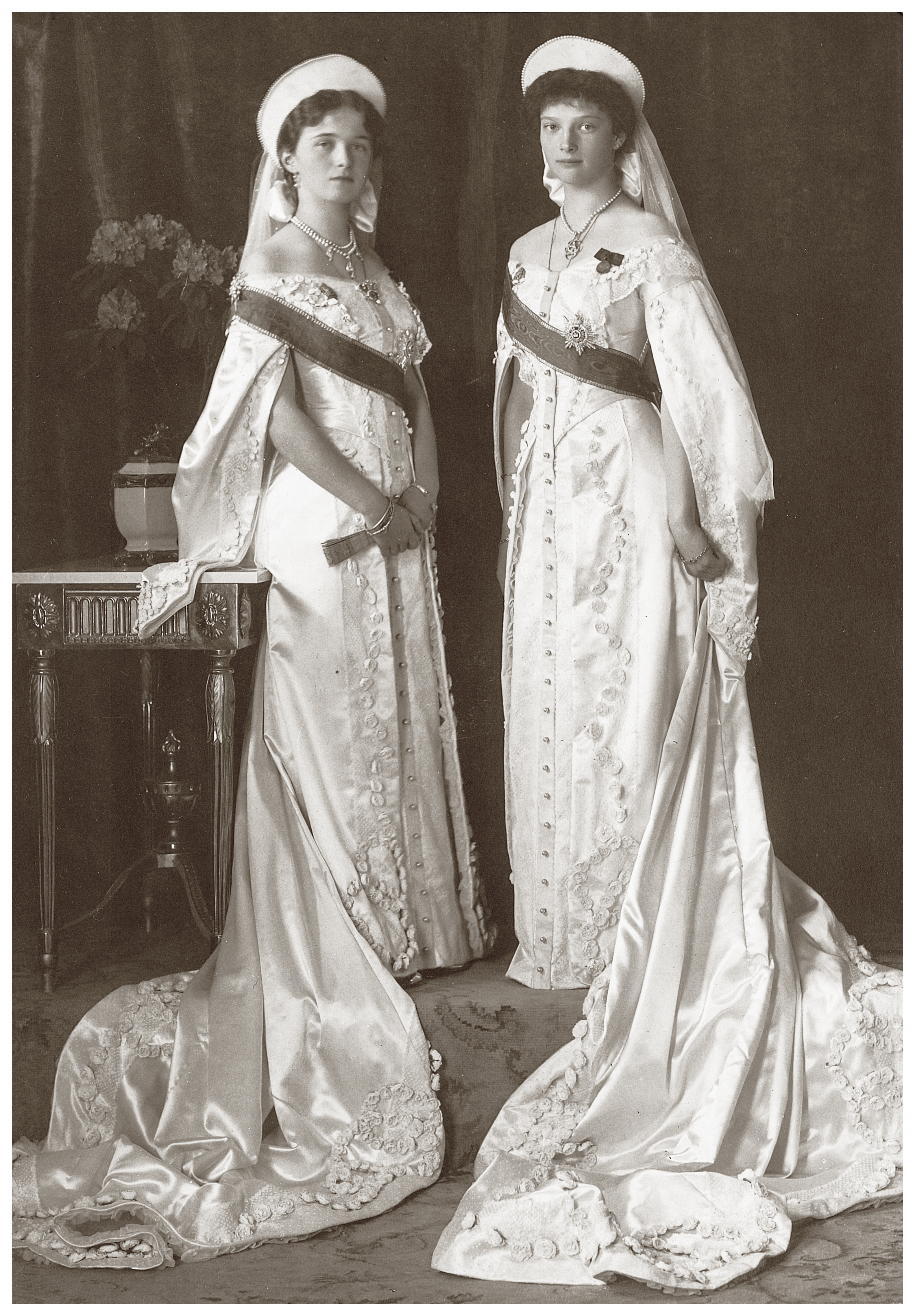
1913年、オリガとタチアナ

1913年、ロマノフ朝300周の年になると、結婚適齢期であるオリガはますます注目されるようになる。後に宮廷秘書局長のモソロフは次のように書いている。
| 「 | オリガは17歳で、すでにかなり若い女性だったが、まだ少女のような振る舞いをしていた。美しい明るい髪をしており、顔は幅広の楕円形で、純粋にロシア風で、特に整っているわけではないが、驚くほど繊細な色合いと、驚くほど均一で白い歯を見せた愛らしい笑顔が、彼女に大きな新鮮さを与えていた。オリガの性格は穏やかで善良で、ほとんど天使のような優しさを持っていた。 | 」 |

オリガは1913年にはすでに恋をしていた。しかし、その相手は、大叔父ウラジミール大公の未亡人マリア大公妃を通じてプロポーズされたボリス大公でも、ドミトリー大公でもなかった。
オリガはスタンダルト号に勤務する将校ポール・アレクセーエヴィチ・ヴォロノフに夢中になっており、両親は心配することなく、面白がっていた。しかし、ヴォロノフがオリガ・クラインミシェルと婚約していることを知ると、オリガは「主よ、彼に、私の最愛の人に幸福をお与えください」と書いた。
又従兄のルーマニア王太子カロル（後のカロル2世）及びイギリス王太子エドワード（後のエドワード8世、ウィンザー公）との縁談もあったが、オリガ自身は「私はロシア人だからロシアに残りたい」と、外国の王族とは結婚する気が無く、結果家族の悲劇に巻き込まれてしまった。また、オリガはカロルが好きではなく、1914年春にルーマニアを訪れた時はカロルと世間話をするのに苦労した。カロルの母親のマリア王妃（父皇帝と母皇后の共通の従妹）もオリガの性格を無愛想過ぎるとして、彼女の頬骨の高い顔も「可愛くない」と言い、あまり良い印象を持っていなかった。また、一説ではニコライは自身の従弟にあたるドミトリー大公と彼女を結婚させるつもりであったとも言われる。
第一次世界大戦が勃発した時、オリガは看護師としてツァールスコエ・セローの病院で働き始めた。この時期、オリガの日記には「ミーチャ」という人物についての文が多く見られる。1915年8月12日の日記には、「最も重要なことは 1 つ、ミーチャと再び話をした」とある。また、「ミーチャと長く座った」や「ミーチャと一緒にいるととても楽しかった」と書き、時には「ミーチャがいないと悲惨だ」と書いた。そして1915年から1916年にかけて、オリガはミーチャと過ごす時間は減ったが、時折電話で話したり、他の人とのやり取りを聞いたりした。この「ミーチャ」という人物が一体誰なのかということに関して、若い騎兵将校のドミトリー・マラマと主張する人もいるが、実際は名前は記されておらず、不明である。

## 第一次世界大戦

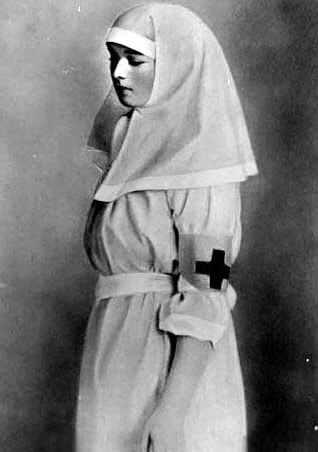
母と妹タチアナと共に兵士たちの看護をしていた時の看護服姿のオリガ1915年

1914年、第一次世界大戦が勃発すると、オリガは母アレクサンドラとタチアナとともに看護師として病院で働いた。アレクサンドラとタチアナが看護師として才能を発揮したのに対し、オリガは手術室の悲惨な恐怖に耐えることができず、神経衰弱になった。間もなく、オリガは手術室の仕事から事務的な仕事を任されるようになった。ツァールスコエ・セローの病院にいない間、オリガとタチアナの2人は戦争活動委員会でも休むことなく働き続け、時には、時間を持て余している人を軽蔑することもあった。1915年3月、オリガは父親に次のように書いた。
| 「 | 今日、私たちはペトログラードにいます。私は大きな委員会で 2 時間議長を務めるという喜びに恵まれました。その後、イリナのところに行きました。フェリックスは「まったくの民間人」で、茶色の服を着て、部屋の中をあちこち行ったり来たりし、本棚で雑誌を探したりして、ほとんど何もしていませんでした。このような時期に仕事をしないという全く不愉快な印象を与える人です。 | 」 |

アレクサンドラは、特にオリガとの付き合いがますます難しくなっていった。1916年3月13日のニコライへの手紙で、アレクサンドラはニコライに「子供たちは愛情たっぷりですが、それでも私の考え方とはまったく違う考えを持っていて、私の物の見方をほとんど理解してくれません。オリガはどんな提案に対しても常に非常に冷淡で、結局は私の望み通りにしてくれることもあります。そして私がひどいときは、私を不機嫌にします。」と書いている。
1916年夏、皇后と大公女たちはモギリョフに数回行き、一行は全員、駅近くの松林に停車した帝国の列車に宿泊した。この間、オリガを含む大公女たちは近隣の小家を訪ね、農民の子供たちと遊び、お菓子やプレゼントを贈った。

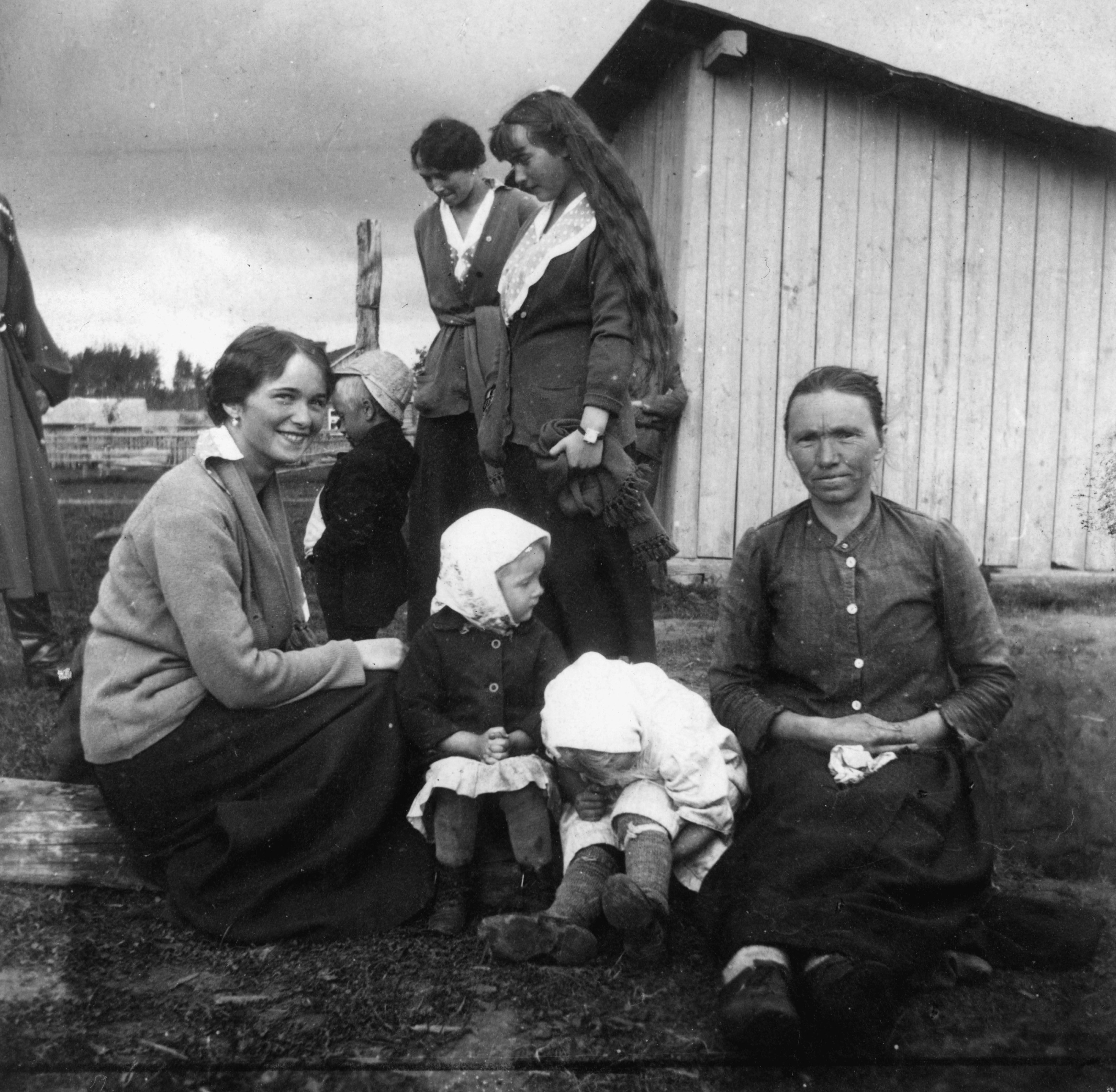
1916年春。マヒリョウ近郊にて妹のタチアナとアナスタシア、農民の子供達と

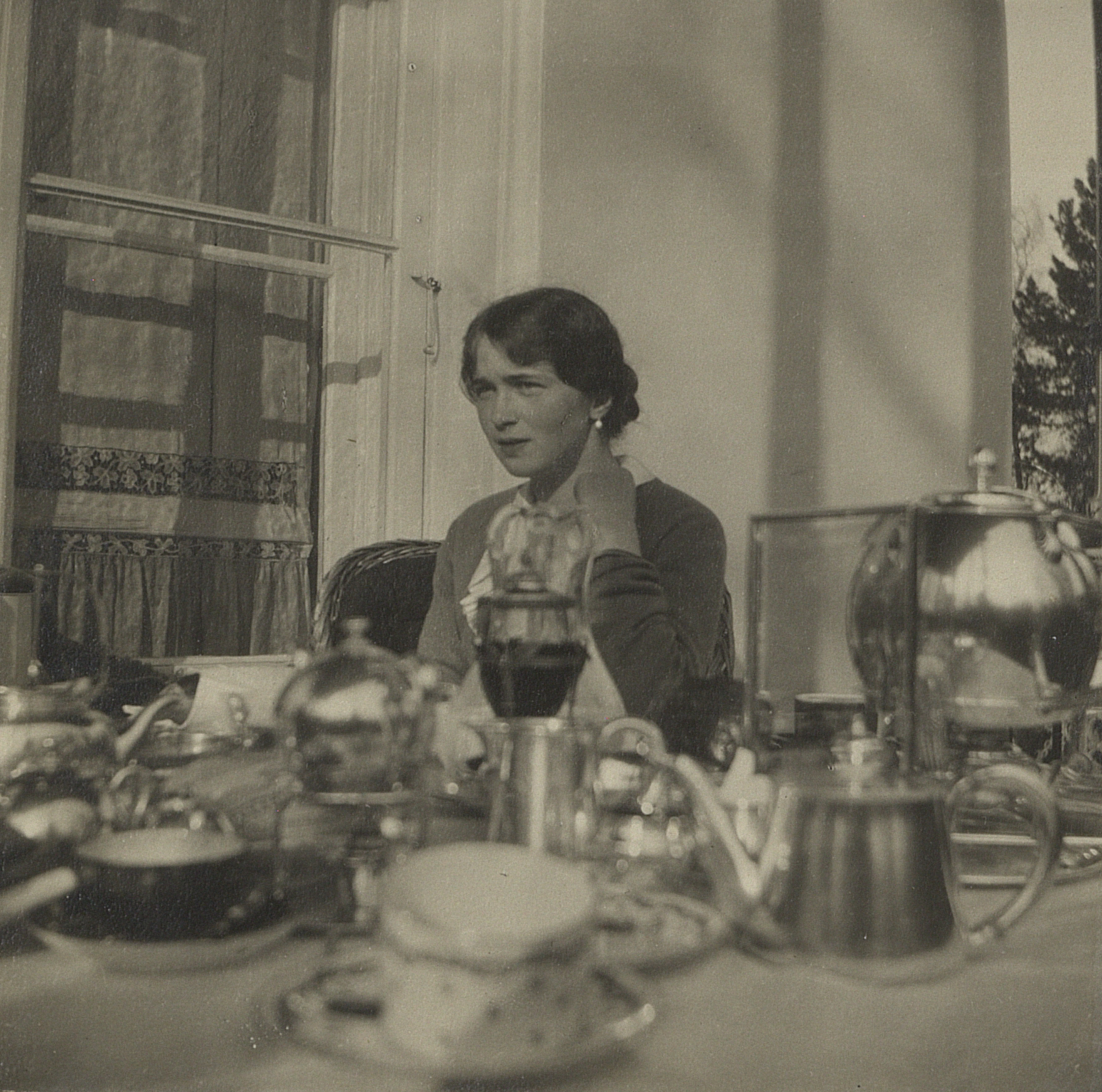
1916年

1916年12月、ラスプーチンがドミトリー大公とフェリックス・ユスポフ公爵らに殺害された。また彼女は、グリゴリー・ラスプーチンの葬儀に家族内で唯一出席しなかったと言われる。ドミトリーとフェリックス・ユスポフがラスプーチンを殺害した時に一家から殺人者が出た事を恥じていた。オリガはこれより前から兵役を退避したユスポフを軽蔑していた。

## 革命と監禁
1917年2月23日（グレゴリオ暦で3月8日）に首都ペトログラードで二月革命が勃発した。混乱の最中、最初にオリガとアレクセイが麻疹に感染し、後にタチアナとマリアも感染した。麻疹に感染した際、姉妹は髪を剃り、坊主にした。

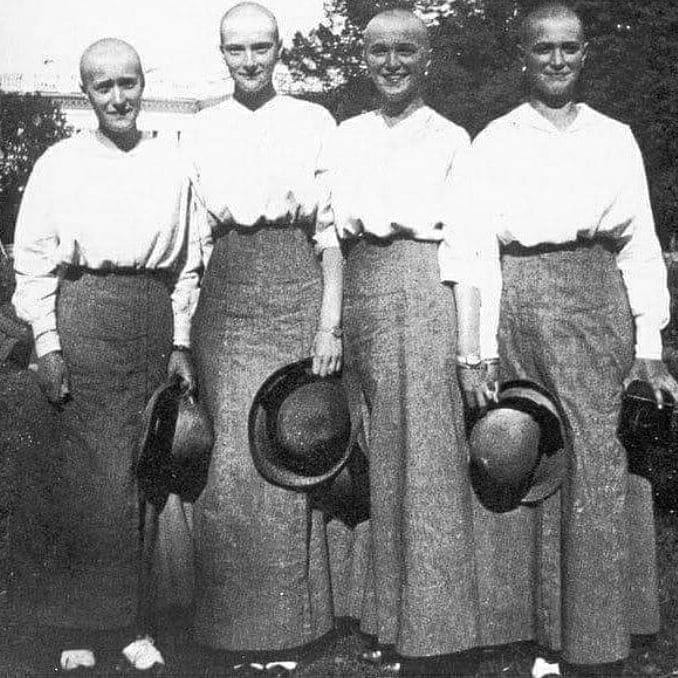
1917年、ツァールスコエ・セロー。左からアナスタシア、タチアナ、オリガ、マリア

オリガは回復に向かう中、母親から父親が王位を退位し、全員が自宅軟禁状態にあることを知らされた。1917年3月21日に一家はツァールスコエ・セローの宮殿で逮捕され、自宅軟禁下に置かれた。

1917年4月23日、オリガは母アレクサンドラに次のような詩を捧げた。
| 「 | あなたは他人の苦しみに心を痛めています。そして、誰の悲しみもあなたを見過ごしたことはありません。あなたは自分にだけ容赦なく、いつまでも冷たく無慈悲です。しかし、もしあなたが自分の悲しみを遠くから、愛情深い心で一度だけ見ることができたなら、あなたはどれほど自分を憐れむことでしょう。どれほど悲しく泣くことでしょう。 | 」 |

## トボリスクでの生活
1917年8月1日の夜中に列車に乗車するための準備を開始したが、なかなか出発せず、出発したのは5時20分だった。それからアレクサンドロフスカヤ駅で列車に乗り換え、8月4日の11時にチェメニに到着した。8月6日の18時にトボリスクに到着し、8月26日からトボリスクの旧知事公舎で生活を始めた。皇帝一家は、日曜日やに時々教会に行く以外は、トボリスクの邸宅を出ることは許されず、その場合は武装した警護兵が付き添った。時間が経つにつれて、一家への対応は厳しいものとなった。

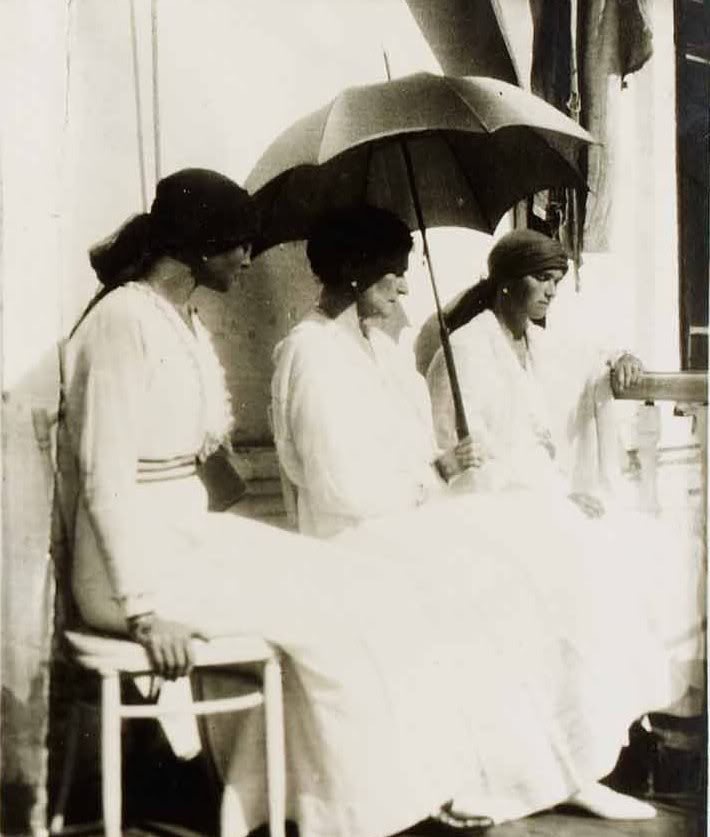
1917年、トボリスクの旧知事公舎のバルコニーでタチアナとアレクサンドラ、オリガ。

両親とマリアが先にエカテリンブルクに移送され、オリガはタチアナやアナスタシア、アレクセイとともにトボリスクに残った。家庭教師のクラウディア・ビトナーは、この時のオリガについて「彼女は家族の誰よりも彼らの状況、その危険性を理解していたようだ。」と書いた。
オリガは父ニコライから小型の銃を渡され、トボリスクまでこの銃を持っていた。しかし、トボリスクの司令官コビリンクスキー大佐がその存在を知り、エカテリンベルグに向かう前に、オリガに銃を手放すよう説得した。
トボリスク滞在時のオリガの様子を記憶しているクラウディア・ビットナーは回顧録の中で次のように述べている。

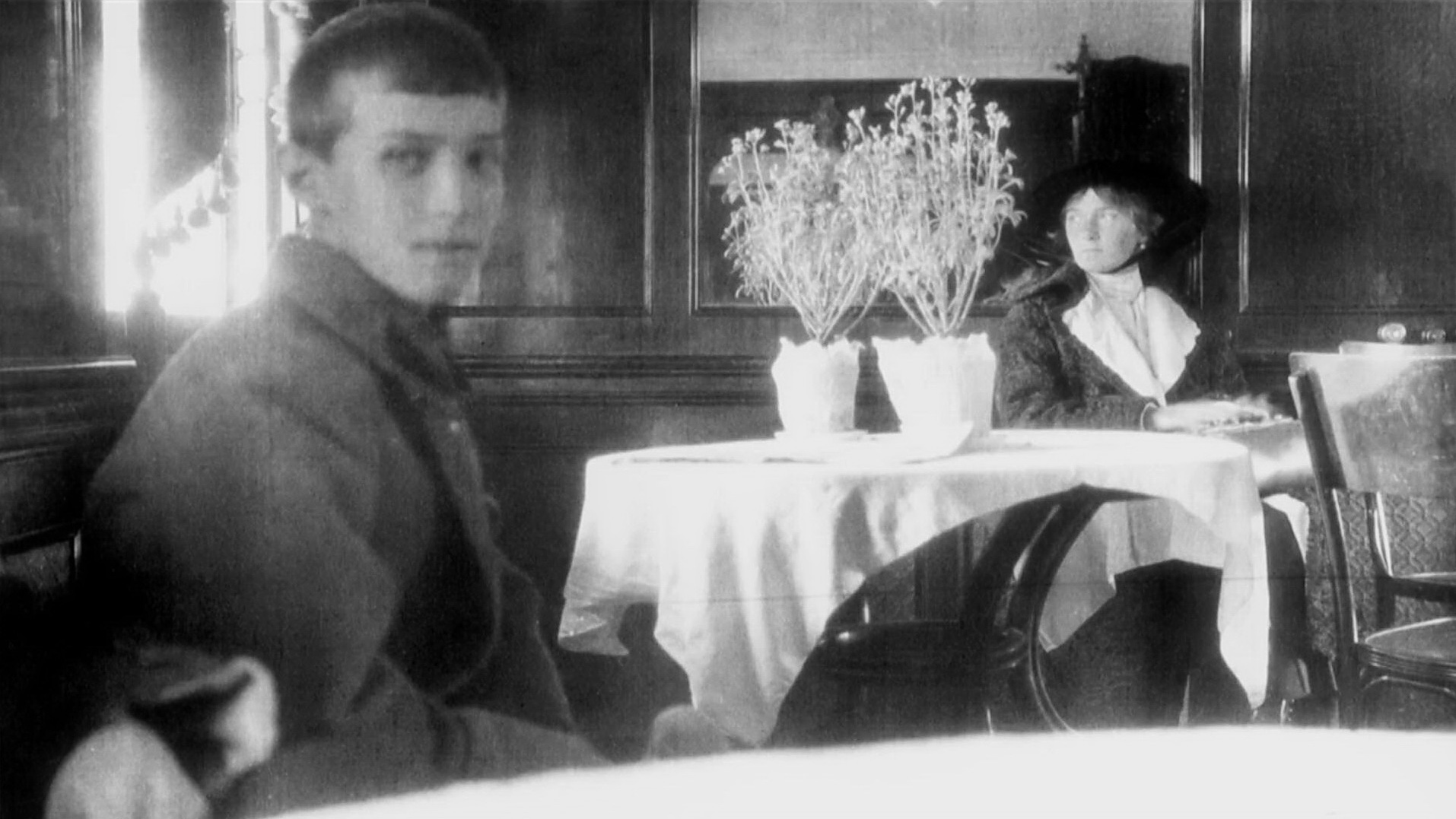
1918年5月。トボリスクからエカテリンブルクへ向かう船にて。アレクセイと共に既知の最後の写真

| 「 | 彼女は父親の多くの性質を受け継いでいます。･･･家事的なことを嫌いました。孤独と本を愛しました。よく本を読みました。基本的に冷静でした。彼女は、彼女の家族よりもはるかに自分の置かれた立場をわかっていたし、その危険性を知っていたように私には思えました。彼女の両親がトボリスクを去った時、彼女はひどく泣いていました。おそらく、何かを知っていました。彼女は不幸を経験している人だという印象を私に与えました。･･･彼女の父親と同様に、彼女はまったく素朴で、優しく、親切であり、友好的でした。誰よりも人を愛し、マリア・ニコラエヴナに似ていました。 | 」 |

## イパチェフ館での生活
エカテリンブルクへは、マリアが皇帝夫妻に同行することが決定し、その間、オリガが家事をし、タチアナがアレクセイの世話をすることが決まった。アナスタシアはまだ幼すぎたため両親に同行することは叶わなかった。
1918年5月23日、両親やマリアと合流し、一家は再会の喜びを分かちあった。
昼食時、7 人家族に与えられたのは食事は人数分なく、同じテーブルに座っていた看守たちは、タバコを吸い、図々しくも一家の顔に煙を吹きかけ、無作法に彼らの食べ物を奪うことさえあった。庭の散歩は1日1回、最初は15〜20分だったが、次第に5分のみ許された。警備員の行動は下品であり、トイレの近くでも警備をし、ドアの施錠を許可しなかった。看守たちは壁にわいせつな言葉やわいせつな絵を描いた。
姉妹の中で一番母親と一緒にいた。
6月19〜20日にと届いた「ロシア軍の一将校」の最初の手紙の回答はフランス語を塾達していた彼女が21〜23日の間に書いた可能性が高いと考えられている。
| 「 | 建物の角からバルコニーまでの間に窓が街路側に五、広場に二。窓は全部接着幽閉され白く塗ってある。小さい子はまだ病臥中で一歩も歩けず、ちょっと動かすだけでも痛がる。一週間前アナーキストのせいで夜中にわれわれはモスクワに連れ出されようとした。成功の絶対的確信なしには、いかなる危険も冒されるべきではない。われわれはほとんど常時厳重な監視下にある | 」 |

外部の紅衛兵アンドレイ・ストレコティンの1934年の回想録では彼女についてこう振り返った。
| 「 | 紅衛兵アレクサンドル・スタルコフはこう述べた。"皇女らには特別なものはない。しかし私は彼女らを特別だと思った。何も特別なものはない。もし彼女らのドレス等の衣装を我々の貧しい娘達に着せたなら、確かに多くの娘達は魅力的になるだろう" | 」 |

| 「 | 次の二人の女性はお互い似ていません。そのうちの一人はタチアナ。ふっくらとした健康的な美しい黒髪の女性でした。二人目、つまり長女のオリガは平均より背が高く、痩せていて、顔色が悪く病弱な感じでした。彼女は庭を少しずつ散歩し、姉妹のどちらとも仲が悪く、よくドレスに着替えて金や宝石で自分を飾り立ていました。 | 」 |

また彼は回想録の中で警備兵と交友関係を持ったマリアに酷く腹を立てたと振り返ったと「The Fate of the Romanovs」で書かれているが著者が参考にしていた彼の回想録にはそのような記述は書かれていないだけでなく、そもそもマリアの名前は一字も書かれていない。
7月4日に司令官に任命されたヤコフ・ユロフスキーの1922年の回想録では彼女についてこう振り返った。
| 「 | タチアナとオリガ、あるいはマリア、殆どはタチアナが、"そろそろ散歩に出ていいか"と言いに来た。 | 」 |

| 「 | 散歩中のオリガが、紅衛兵の1人に声をかけ、「どこの所属にいたのか？」と尋ねた。彼は「擲弾兵連隊に所属していて、観兵式で皇帝の娘たちを見た」と答えた。オリガはニコライの方を向いて言った。「パパ、この人はあなたの擲弾兵の一人です」と言った。ニコライは近づき、「こんにちは」と言った。「健康を祈ります」（軍の慣例）という言葉を期待していたようだが、ただ挨拶されただけだった。それからだいぶ経ってから、紅衛兵の同志が、「私（ユロフスキー）が来て会話が終わったので、話す機会がなかった」と報告してきた。 | 」 |

| 「 | 最も聡明だったのはタチアナで、二番目は表情も含めてタチアナにとてもよく似ていたオリガでした。マリアについては、彼女は最初の二人の姉妹とは似ていないし、外見も似ていない。彼女はどこか内向的で、所謂義理の娘として家族の中にいた。末っ子のアナスタシアは、可愛い小さな赤ら顔していた。 | 」 |

外部の警備兵だったアナトリー・ヤキモフが彼女についてこう振り返っている。
| 「 | タチアナは女王のような存在でした。母親と同じように厳しそうで、重厚そうな顔をしていた。他の娘たち、オリガ、マリア、アナスタシアはどうでもいい存在だった。素朴で優しい人たちでした。 | 」 |

処刑執行者のピョートル・エマルコフはリチャード・ハリバートンのインタビューにて
| 「 | オリガは長女で、特別な存在ではありませんでした。22 歳くらいか、おそらく 23 歳くらいでした。マリアが刑務所で 19 歳の誕生日パーティーを開いたことを覚えています。看守の 1 人が彼女にケーキをいくつか持って行きました。彼女はツァーリのお気に入りのようでした。 二人はいつも庭を一緒に歩いていた。アナスタシアはまだ髪を後ろに下ろしていた。彼女は17歳以下だった。おそらくもっと若い。タチアナはオリガとマリアの間にいた。私は彼女が4人の中で一番綺麗だと思った。彼女は尊厳もあり、常に他の人の世話をしていました。私たちは皆、彼女が一番好きでした。 | 」 |

7月14日は日曜日のミサを取り仕切ったストロジェフ司教は一家の様子についてこう振り返った。
| 「 | アーチの向こうの前方には、すでにアレクサンドラ皇后と二人の娘、そして車椅子に座ったアレクセイ・ニコラエヴィチが、セーラー服のような襟付きのジャケットを着ているのが見えていた。顔色は悪かったが、最初の礼拝のときほどではないが、意識ははっきりしているように見えた。アレクサンドラ皇后も5月20日と同じドレスを着て、より明るい表情を見せていた。ニコライ・アレクサンドロヴィチはというと、初回と同じ衣装を着ていた。ただ、今回は胸にセント・ジョージの十字架を付けていたのかどうか、なぜかはっきりと想像できないのだ。タチアナ・ニコラエヴナ、オリガ・ニコラエヴナ、アナスタシア・ニコラエヴナ、マリア・ニコラエヴナは、黒いスカートと白いブラウスを身に着けていた。頭髪も伸びて、後ろは肩の高さまである。 | 」 |

| 「 | ニコライ・アレクサンドロヴィチも、その娘たちも、落ち込んでいるとは言わないまでも、なんとなく疲れているような印象を受けた。今回も5月20日と同じように、ロマノフ家の人々は神式の典礼に着席していた。アレクサンドラ皇后の肘掛け椅子は、アレクセイ・ニコラエヴィチの隣に、アーチから離れた、彼の少し後ろに置かれていた。彼の後ろには、タチアナ・ニコラエヴナ（彼女は後で、礼拝後に彼らが十字架で横になっていたとき、彼の肘掛け椅子を取った）、オリガ・ニコラエヴナ、そして確か（誰だったかは覚えていない）、マリア・ニコラエヴナもいたようである。アナスタシア・ニコラエヴナは、アーチの右側の壁際にいつものように陣取っているニコライ・アレクサンドロヴィチのそばに立っていた。 | 」 |

| 「 | ミサの順序に従って、特定の場所で「聖人たちと一緒に、安らかに眠ってください」という祈りを読む必要があります。どういうわけか、今度は執事が朗読の代わりにこの祈りを歌い、私はそのような規則からの逸脱に少し恥ずかしそうに歌い始めましたが、歌うとすぐにロマノフ家のメンバーが立っていると聞きました私の後ろでひざまずきました...。 | 」 |

| 「 | 帰り際、大皇女のすぐ近くを歩いていると、かすかに「ありがとう」という言葉が聞こえたが、それは印象だけではなかったと思う...。 | 」 |

7月15日に館に派遣された4人の掃除婦によると、4人の若い女性は全員とも前日の服装と同じ長い黒のスカートと白のシルクのブラウスであり、その短い髪は「ボサボサで乱雑」であった。オリガは元気が無く、具合が悪そうに見えたという。
7月16日、ロマノフ一家が夕食を食べている時に新任の警護隊長ヤコフ・ユロフスキーが入ってきてアレクセイの遊び相手で14歳の皿洗いの少年、レオニード・セドネフの館からの離脱を発表した。実はロマノフ家のメンバーと一緒に彼を殺したくなかったために警護兵が少年をイパチェフ館から通りの向かいの宿舎へ引っ越させていた。しかし、殺人の計画を知らないロマノフ一家はセドネフの不在に怒っていた。タチアナと一家お抱えの医師、エフゲニー・ボトキンは夕方にユロフスキーのオフィスまで出向き、アレクセイを楽しませてきたセドネフを復帰させるように要求した。ユロフスキーはセドネフは直ぐに戻ってくると伝えることでタチアナを宥めたが、家族は納得しなかった。

## 殺害

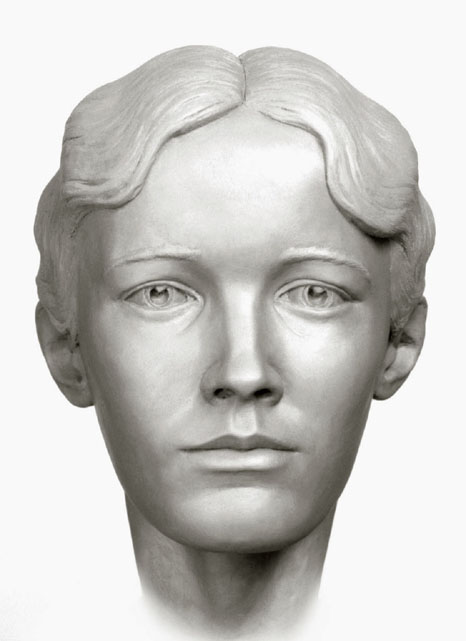
1994年。復顔術によって生前の姿に顔面が再建された

イパチェフ館に監禁されていた元皇帝一家らは1918年7月16日の夜に眠りに付くが、遅い時間に起こされ、市内の情勢が不穏なので、家の地下に降りるように言われた。アレクサンドラやアレクセイを楽にさせるために他の家族は枕やバッグなどを運んで自分の部屋から出た。アナスタシアは家族の3匹の犬のうちの1匹、ジミーという名前の狆を連れて出た。写真を撮影すると言われ、自分とアレクセイのための椅子を求めていたアレクサンドラは彼女の息子の左に座っていた。ニコライ2世はアレクセイの後ろに立っていた。ボトキン医師がニコライ2世の右に立ち、オリガは彼女の姉妹や使用人達と一緒にアレクサンドラの後ろに立っていた。元皇帝一家らは約30分、支度に時間を掛けることを許された。銃殺隊が入室し、彼らを指揮するユロフスキーが殺害を実行することを発表した。オリガと彼女の家族はしばらく言葉にならない叫び声を上げていた。7月17日の早朝の時間帯だった。
最初の銃の一斉射撃によって父のニコライ2世、母のアレクサンドラ、料理人のイヴァン・ハリトーノフ、フットマンのアレクセイ・トルップが殺害され、ボトキン、マリア、メイドのアンナ・デミドヴァが負傷した。その数分後に銃殺隊が銃撃を再開してボトキンが殺害された。殺害実行者の一人、ピーター・エルマコフが弟のアレクセイを銃剣で繰り返し刺殺しようと試みるが、衣服に縫い付けてあった宝石が彼を保護していたために失敗した。最終的にアレクセイはユロフスキーが頭部に向けて発射した2発の弾丸によって殺害された。ユロフスキーとエルマコフはお互い寄り添い合って母親の遺体がある方を向いて叫び声を上げながら、背面の壁にうずくまるオリガとタチアナに近付いた。エルマコフはオリガとタチアナの両者を長さ8インチの銃剣で刺したが、これも2人の衣服に縫い付けてあった宝石によって失敗した。2人が立ち上がって逃げようとしたところに、ユロフスキーがタチアナの背後から彼女の後頭部に向けて発射した一発の弾丸によってタチアナは即死した。その直後にオリガもエルマコフが彼女の頭部に向けて発射した弾丸によって死亡した。

## 聖人
オリガの遺体は最終的にはニコライ2世、アレクサンドラ、タチアナ、アナスタシアや4人の従者とともに殺害から80年後の1998年7月17日にサンクトペテルブルクのペトル・パウェル大聖堂に安置された。
オリガは他の6人の家族とともに2000年にロシア正教会によって列聖された。これより20年近く前の1981年に在外ロシア正教会によって聖なる殉教者として列聖されていた。